# Max Simoneit
Johann Max Simoneit (* 17. Oktober 1896 in Arys, Ostpreußen; † 2. Februar 1962 in Köln) war ein deutscher Militärpsychologe  im Rang eines  Hauptmanns bei der Reichswehr und Wehrmacht.

## Leben
Simoneit war Sohn eines Briefträgers und zog 1914 als Kriegsfreiwilliger in den Ersten Weltkrieg. Er wurde mit dem Eisernen Kreuz I. und II. Klasse ausgezeichnet. Nachdem er 1918 die Lehrerprüfung bestanden hatte, absolvierte er neben der Tätigkeit als Lehrer ein Psychologiestudium an der Albertus-Universität Königsberg. Simoneit wurde 1922 zum Dr. phil. promoviert, gab den Lehrerberuf auf und war von Anfang Oktober 1923 bis 1927 wissenschaftlicher Mitarbeiter bei der psychologisch-pädagogischen Abteilung der Universität Königsberg.
Simoneit war seit 1922 verheiratet, aus der Ehe gingen zwei Töchter hervor. Zur Zeit der Weimarer Republik gehörte er der Deutschen Staatspartei und DNVP an. Im Jahr 1941 wurde er zum Mitglied der Leopoldina gewählt.

## Militärpsychologe
Simoneit trat 1927 als Heerespsychologe in die Reichswehr ein. Ab 1930 leitete er die zentrale Prüfstelle für Offiziersanwärter, dem Psychologischen Laboratorium beim Reichswehr- und Reichskriegsministerium. Von 1934 bis 1942 gab Simoneit die Zeitschrift "Soldatentum" heraus. 1941 verwirklichte er die erste Diplomprüfungsordnung für Psychologen in Deutschland. Nachdem die Söhne vieler prominenter Nationalsozialisten und Offiziere von den Begutachtungsstellen für die Offizierslaufbahn als untauglich eingestuft worden waren, wurde die Wehrmachtspsychologie im Dezember 1942 abgeschafft. Zwischenzeitlich hatte er sich 1942 an der Universität Göttingen mit der Schrift Beiträge zur Charakterologie des Wollens habilitiert und war, obwohl er dem Nationalsozialismus distanziert gegenüberstand, 1942 in die NSDAP eingetreten. Anschließend war er am Heeresverwaltungsamt des Oberkommandos des Heeres (OKH), wo er bis Ende März 1943 ohne besondere Funktion und danach bis Ende Februar 1944 als psychologischer Hilfsarbeiter beschäftigt war.

## Einsatz im Zweiten Weltkrieg
Während des Zweiten Weltkrieges nahm Simoneit als Offizier der Wehrmacht am Frankreich- und dem Balkanfeldzug teil und war auch an der Ostfront eingesetzt. Nach der Operation Overlord folgte in der Normandie erneut ein Kriegseinsatz. Am 7. Juli 1944 wurde ihm das Ritterkreuz des Eisernen Kreuzes verliehen, weil es ihm als Chef einer Wehrmachtskompanie gelang die US-Truppen aus Montebourg wieder hinauszudrängen. Im Juni 1944 wurde er aufgrund einer Kriegsverletzung in Lazaretten bis zu seiner Genesung Ende Februar 1945 behandelt. Danach war er wieder beim Heeresverwaltungsamt des OKH eingesetzt.

## Nachkriegszeit
Nach Kriegsende befand sich Simoneit in alliierter Kriegsgefangenschaft und war im Internierungslager Neuengamme interniert. 1947 gehörte er zu den Mitbegründern des Berufsverbandes Deutscher Psychologen in Hamburg. Nach einem Spruchkammerverfahren wurde er 1948 im Rahmen der Entnazifizierung als entlastet eingestuft. Er trat in die SPD ein und wurde Ortsvorsitzender der Partei in Silberstedt. Von diesem Posten trat er 1949 zurück, da gegen ihn ein Ausschlussverfahren wegen seiner Militärpublikationen lief – bis August 1951 ruhte seine SPD-Mitgliedschaft.
Zahlreiche von Simoneits Schriften wurden in der Sowjetischen Besatzungszone und in der DDR auf die Liste der auszusondernden Literatur gesetzt.
Obwohl er Vorgesetzter vieler späterer Lehrstuhlinhaber (Robert Heiß, Philipp Lersch, Johannes Rudert, Kurt Gottschaldt, Peter R. Hofstätter, Udo Undeutsch) gewesen war, misslangen ihm in der Nachkriegszeit die Versuche, eine Hochschullaufbahn einzuschlagen. Stattdessen war er wieder als Lehrer beschäftigt. Ende Juni 1954 wurde er als Ministerialrat a. D. im Lehrerberuf pensioniert. Bei der Bundeswehr stieß er auf Ablehnung. Er betrieb danach ein eigenes Forschungsinstitut in Köln und erstellte psychodiagnostische Gutachten.
Alkoholabhängig starb er am 2. Februar 1962 im „Wachsaal der Psychiatrischen Universitätsklinik in Köln“.
Sein Nachlass lagert im Psychologiegeschichtlichen Forschungsarchiv der Fernuniversität in Hagen.

## Schriften (Auswahl)
- Der Weg der Kunst in die Schule. Lötzen 1919
- Die masurischen Seen und im Oberland, 1. Auflage. Lötzen 1927.
- Wehrpsychologie (1933)
- Wehr-Ethik. Ein Abriß ihrer Probleme und Grundsätze (1936)
- Leitgedanken über die psychologische Untersuchung des Offizier-Nachwuchses in der Wehrmacht (= Wehrpsychologische Arbeiten Nr. 6) (1938)
- Zufall und Schicksal im soldatischen Handeln. Bernard & Graefe, Berlin o. J. (Feldpostausgabe).
- Unsterbliche Soldaten. Von der Überwindung des Todes durch den Geist (= Soldat und Staatsmann. Schriftenreihe der Aktion, hrsg. von Franz Riedweg, Heft 3). Mit 17 Aufnahmen von Totenmasken. Nibelungen-Verlag, 1940.
- Der Wehrmachtpsychologe. Amt für Berufserziehung und Betriebsführung in der Deutschen  Arbeitsfront, Berlin 1939.
- Deutsches Soldatentum 1914 und heute, 2. Auflage.  Junker & Dünnhaupt, Berlin 1943.
- Charakterologische Symptomenlehre (1953)

## Weitere Quelle
Nachlass Max Simoneit im Psychologiegeschichtlichen Forschungsarchiv (PGFA) der Fernuniversität in Hagen 